# 索普威思小狗式戰鬥機
小狗式戰鬥機（Pup）是由索普威思飛機公司的首席飛機設計師赫伯特·史密斯原本為獎勵該公司試飛員哈里·霍克而設計的私人飛機，原本稱為「偵察兵」，但在英國皇家海軍航空隊的賽頓·布卡准將見到此機時稱呼為「好!現在1.5支柱有了一隻小狗!」，而在布卡准將之後，英國皇家陸軍航空隊的特蘭夏德少將也說「我們要一個中隊這樣的飛機!」，這樣這架私人飛機就有了軍方的訂單。

## 基本資料
- 機長：5.89米
- 翼展：8.08米
- 機高：2.87米
- 空重：358公斤
- 載重：557公斤
- 翼面積：23.6平方米
- 發動機：1俱9汽缸風冷式發動機(馬力=80匹)
- 最快時速：180公里/小時
- 昇限：5600米
- 航程：540公里
- 武裝：1挺7.7毫米口徑維克斯機槍
- 乘員：1人

## 設計

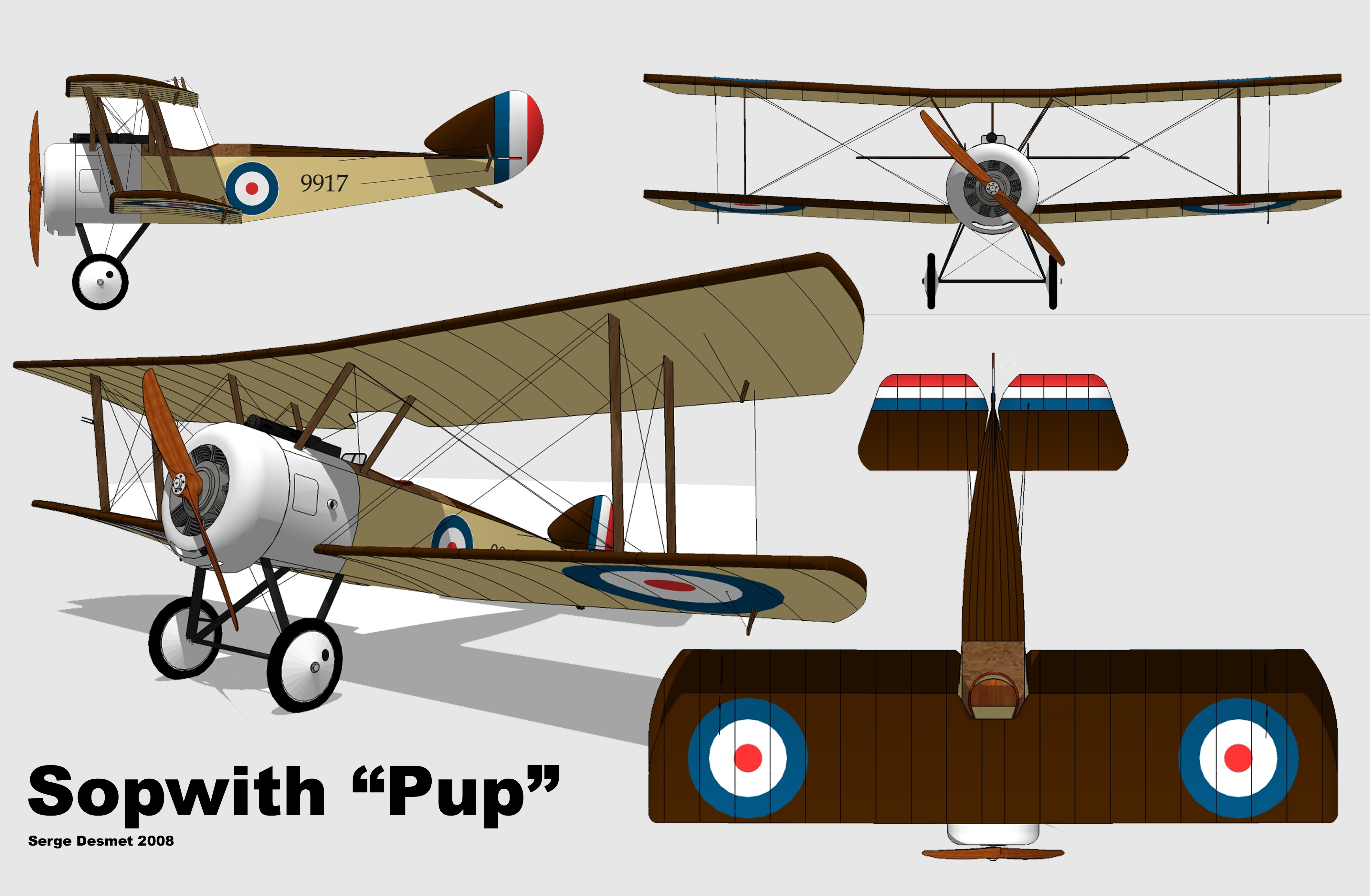
小狗式四視圖

小狗式是一種輕巧靈活的戰鬥機，它有大面積的機翼而能產生大昇力，也就是說小狗式的翼面負荷低而善於空中格鬥，若在相同時間內，德軍信天翁D戰鬥機能轉一圈的話，小狗式能轉兩圈，而且，小狗式的上下機翼皆有副翼，這樣進一步強化其操縱能力，小狗式易於駕駛，小狗式也是最初有仿製自德國人的射擊同步系統而能把一挺機槍安裝在機頭並瞄準開火的英國戰鬥機，小狗式缺點為機身結構不夠堅固。

## 實戰

### 西線戰場
當小狗式第二架原型機於1916年5月被送到英國皇家海軍航空隊接受測試後，海軍部就要求立即生產這種飛機，到該年年末，英國海航第8中隊在索姆河戰役當中以小狗式擊落了20架敵機，而除了第8中隊，第3、第4和第9中隊也裝備了小狗式，在實戰當中發現德軍的福克E單翼戰鬥機完全不是小狗式的對手，祇有信天翁是其最主要的對手，尤其在1917年4月，有245架協約國戰機被德機擊落，當中大多是英軍，這就是「血腥四月」。
至於英國陸軍航空隊方面，1916年11月4日，小狗式首次被派到陸航第54中隊，之後還有第46和第66中隊，1917年4月23日，英國陸航的加拿大飛行員布萊特在西線上空擊落了一架大飛機，原來是德軍的戈塔G轟炸機，隨著有更多德軍大型轟炸機空襲英國本土，第46和第66中隊的小狗式被調回英國，在西線的英軍小狗式戰鬥機中隊也在該年8月開始回國，與此同時，新式駱駝式戰鬥機也來到西線戰場。

### 大西洋戰場

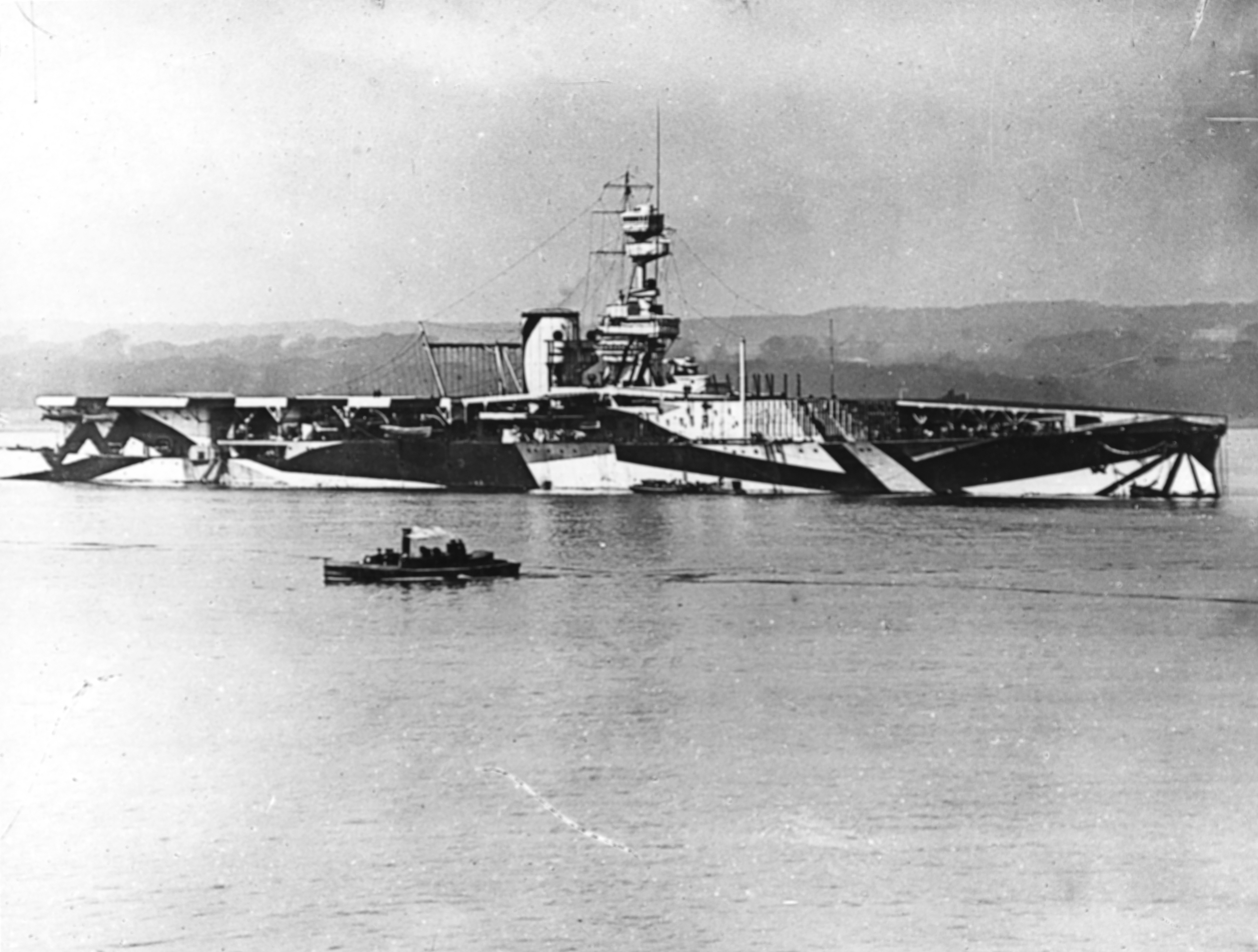
一次大戰時的狂怒號航空母艦

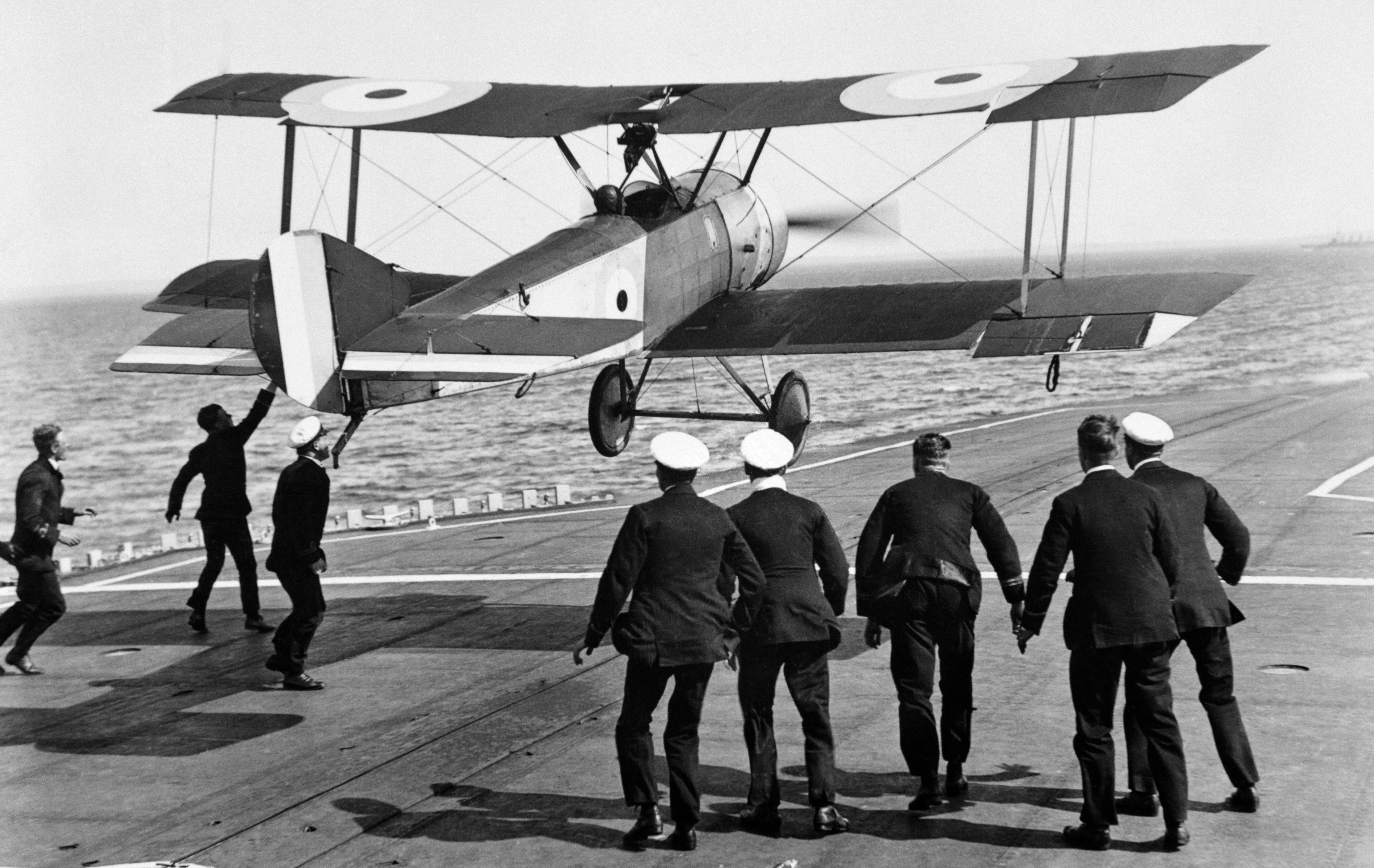
1917年8月2日，一架由試飛員唐寧駕駛的小狗式成功降落在航空母艦狂怒號上

1917年6月28日，一架小狗式成功在一艘輕巡洋艦的平台上起飛，英國海軍部在8月17日下令要在多艘輕巡洋艦上加上這種平台並載有小狗式，以求能飛去偵察德國海軍公海艦隊。
同年8月21日，一架從輕巡洋艦起飛的小狗式在丹麥近海上空擊落一艘德軍齊柏林飛船L23號，但這時小狗式祇能從輕巡洋艦上起飛而不能降落，英國海軍部把暴怒號改造成航空母艦，把其上部結構全部拆除而變成一個大平頂，在甲板上加上一條又條橫向的鋼索，另一方面，在小狗式的前起落架加上滑橇，構想當小狗式在暴怒號上降落時，滑橇會鈎住鋼索，8月2日，在斯卡柏灣的試驗取得成功，試飛員埃德溫·哈里斯·鄧寧的小狗式降落並鈎住鋼索後，工作人員一擁而上把他的飛機進一步拉停。
1918年7月19日，6架小狗式從暴怒號上起飛去空襲德軍的飛船基地，這是航空母艦第一次出任務。

## 使用國家
- 英国
- 美国
- 俄羅斯
- 日本